# Xylographus scheerpeltzi
Xylographus scheerpeltzi es una especie de coleóptero de la familia Ciidae.

## Distribución geográfica
Habita en Japón.